# I Don't Like Disco
Albums de Amanda Lear
Brand New Love Affair My Happiness
Singles
1. Chinese Walk[1]
Sortie : 18 avril 2011
2. I Don't Like Disco[2]
Sortie : 30 août 2011
3. La Bête Et La Belle[3]
Sortie : 2 septembre 2011
4. Love at First Sight[4]
Sortie : 13 août 2012

I Don't Like Disco est le dix-septième album studio d'Amanda Lear sorti dans une première version contenant 10 titres le 9 janvier 2012. Il est produit par Alain Mendiburu, réalisé et arrangé par Gael Brusseleers pour Entouka productions.
Une deuxième version nommée Edition de Luxe et contenant 19 titres est proposée en téléchargement dès le 21 août 2012.
La pochette de l'album est conçue par Samuel / Suite 303.

## Titres de l'album sur la première version
1. I Don't Like Disco - 3.25 (Pete Wilson - Chris Richards - Amanda Lear - Pete Wilson - Chris Richards)
2. What a surprise - 3.15 (Marin - Amanda Lear - Marin)
3. Windsor's dance - 3.31 (Marin - Amanda Lear - Marin)
4. Money money - 3.05 (Marin - Amanda Lear - Marin)
5. You're mad - 3.32 (Marin - Amanda Lear - Marin)
6. Super Hero - 3.16 (Marin - Amanda Lear - Marin)
7. Icon - 2.44 (Ken Lowe - Claire Dewey - Amanda Lear - Ken Lowe - Claire Dewey)
8. I need silence - 3.13 (Marin - Amanda Lear - Marin)
9. La Bête et la Belle - 3.20 (Louise Prey - Joe Moskow - Amanda Lear - Louise Prey - Joe Moskow)
10. Chinese Walk - 3.09 (Marin - Amanda Lear - Marin)

Durée totale : 32.58

## Titres de l'album sur la seconde version (Édition de Luxe)
1. I Don't Like Disco (Amanda Lear, Chris Richards, Peter Wilson) -  3:25
2. La Bête Et La Belle (Amanda Lear, Joe Moskow, Louise Prey) -  3:21
3. Love At First Sight arrangé par Gael Brusseleers (Amanda Lear, Bob Landser) -  3:23
4. Scorpio 66 (Amanda Lear, Joe Moskow, Louise Prey) -  3:57
5. What A Surprise (Amanda Lear, Marin Du Halgouët) -  3:15
6. Windsor's Dance (New Mix) (Amanda Lear, Marin Du Halgouët) -  3:30
7. Money Money (Amanda Lear, Marin Du Halgouët) - 3:07
8. You're Mad (Club Mix) (Amanda Lear, Marin Du Halgouët) - 5:10
9. Super Hero (Amanda Lear, Marin Du Halgouët) - 3:19
10. Icon (Amanda Lear, Claire Dewey, Ken Lowe) -  2:47
11. I Need Silence (Club Mix) (Amanda Lear, Marin Du Halgouët) - 5:00
12. Chinese Walk remixé par David Hadzis ( Amanda Lear, Marin Du Halgouët) - 3:09
13. La Bête Et La Belle (Monster Mix Radio Edit) Featuring – Andy Bell, DJ Yiannis - 3:46
14. I Don't Like Disco (Almighty Mix Radio Edit) Remix – Almighty - 3:30
15. I Don't Like Disco (RLS Remix Radio Edit) Remix – RLS - 3:15
16. La Bête Et La Belle (RLS Mix Radio Edit) Remix – RLS - 3:16

Bonus Tracks  
1. Scorpio 66 Featuring – Joe Moscow, Louise Prey  3:06
2. La Bête Et La Belle (Deutsche Originalaufnahme Video Edit)  3:32
3. I Don't Like Disco (Wutes Mix Club Edit) Remix – Wutes  5:11

## Production

### Album CD première édition
- Digipack UNIVERSAL MUSIC FRANCE / BOOM LOVER / LITTLE BOOM RECORDS Référence 15111966/0602527887241

### Album CD deuxième édition en téléchargement
- BOOM LOVER Référence 8 86470 75486 1

### Singles extraits de l'album
- 2011 : Chinese Walk et La Bête et la Belle - CD single digipack, référence : Little Boom Records 37004098093 sorti en septembre 2011.

### Clips extraits de l'album
- 2011 : Chinese Walk
- 2011 : La Bête et la Belle.